# Ешкиольмес (Саркандский район)
Ешкиольмес (каз. Ешкіөлмес, до 2018 г. — Соколовка) — село в Саркандском районе Жетысуской области Казахстана. Входит в состав Черкасского сельского округа. Код КАТО — 196057600.

## Население
В 1999 году население села составляло 421 человек (219 мужчин и 202 женщины). По данным переписи 2009 года, в селе проживало 320 человек (171 мужчина и 149 женщин).